# Philippe Desranleau
Pour les articles homonymes, voir Desranleau.
Philippe Desranleau (3 avril 1882 - 28 mai 1952) est un prélat canadien qui fut évêque puis archevêque de Sherbrooke de 1941 à 1952.

## Biographie
Né à Saint-Sébastien d'Iberville, il étudia au grand séminaire de Montréal et au séminaire de Saint-Hyacinthe, reçut l'ordre en 1909 et fut prêtre dans les paroisses de Saint-Pierre de Sorel à partir d'avril 1931 et Saint-Hyacinthe. Le syndicalisme catholique se développe réellement au Québec à partir des années 1900; le 24 septembre 1921, 220 délégués représentant 80 organisations se rencontrent à Hull pour fédérer le syndicalisme catholique au Québec. Une nouvelle organisation est mise sur pied, la  Confédération des travailleurs catholiques du Canada (CTCC), qui fut devenu laïque en 1960 et renommée Confédération des syndicats nationaux (C.S.N.).
En 1937, il appuie les ouvriers lors des grèves de Sorel. Ces derniers forment alors un syndicat catholique et luttent pour améliorer leurs salaires et conditions de travail à la Marine Industries,.
En 1938, il est consacré évêque dans la cathédrale Saint-Michel de Sherbrooke par Jean-Marie-Rodrigue Villeneuve avec comme co-consécrateurs Alphonse Emmanuel Deschamps (de) et Joseph Louis Aldée Desmarais (de). En 1941, il succède à Alphonse-Osias Gagnon en tant que titulaire du siège épiscopal sherbrookois. Il avait accordé son appui au mouvement d'action sociale fondé par Louis Even.
Mgr Desranleau fonda plusieurs institutions au niveau diocésain, dont le sanctuaire de Beauvoir et le séminaire Saint-Joseph de Sherbrooke. Il fit venir les pères assomptionnistes dans son évêché et érigea au total trente-trois paroisses.

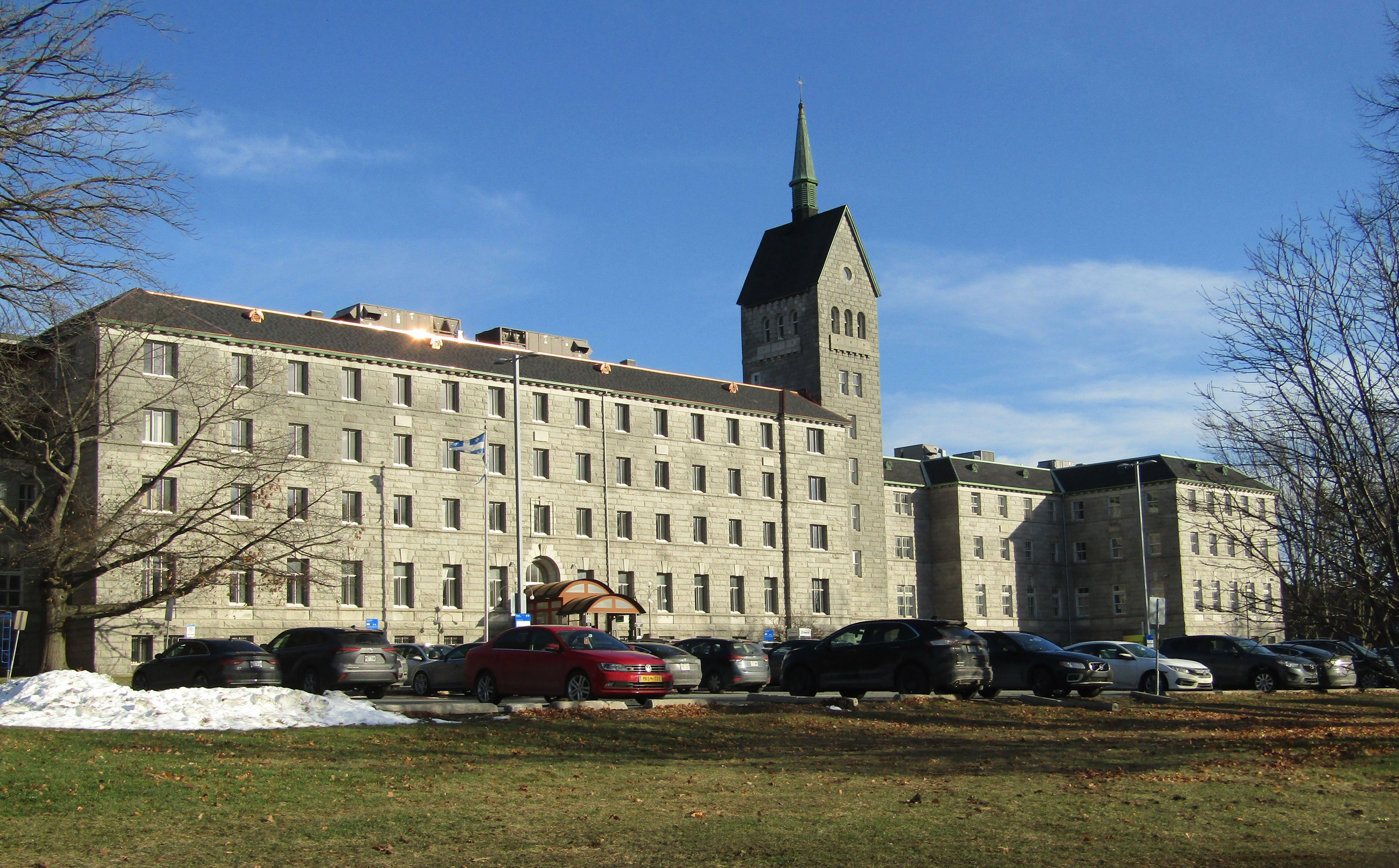
Le séminaire des Saints-Apôtres à Sherbrooke, fondé par Philippe Desranleau en 1939.

Il appuya les ouvriers lors de la grève d'Asbestos de 1949. Il devient le premier archevêque de Sherbrooke en 1951 lorsque le diocèse est élevé au statut de province ecclésiastique. Il subit un accident de voiture le 30 août 1951 et décède le 28 mai de l'année suivante. Son successeur est Mgr Georges Cabana.